# 17657 Himawari
17657 Himawari este o planetă minoră (asteroid), cu un diametru de 9,04 km, din centura de asteroizi. A fost descoperită pe 6 noiembrie 1996 la Chichibu Observatory⁠(d) de Naoto Satō⁠(d). 
Obiectul prezintă o orbită caracterizată de o semiaxă mare de 1,9270834 UAi, o excentricitate de 0,09, o înclinație de 23,07801 ° în raport cu ecliptica.